# 공각기동대 STAND ALONE COMPLEX
《공각기동대 STAND ALONE COMPLEX》(일본어: 攻殻機動隊 STAND ALONE COMPLEX)는 시로 마사무네의 공각기동대 세계관에 기초한 포스트사이버펑크 재패니메이션 TV 시리즈이다. 보통 SAC로 불린다. 프로덕션 I.G에서 제작했고 가미야마 겐지가 감독했다. 단일 TV 시리즈의 제작비로는 신기록인 8억 엔이 투자되었으며 일본 애니맥스 채널에서 페이퍼뷰 방식으로 처음 방영되었다. 일본에서는 이후 제작된 속편 TV 시리즈인 《공각기동대 S.A.C. 2nd GIG》와 합쳐 총 130만 장을 웃도는 DVD 판매고를 올렸고, 북아메리카에서는 출시된 DVD가 모두 권당 10만 장 이상 판매되는 등 전 세계적으로 큰 성공을 거두었다. 2006년 9월 1일에 셋째 작품인 《공각기동대 S.A.C. Solid State Society》가 일본 애니맥스 채널에서 방영되었다.

## 줄거리
SAC는 2029년 이전까지의 바탕 줄거리를 시로 마사무네의 원작 만화 《공각기동대》와 공유하지만, 주인공 쿠사나기 모토코가 2029년에 '인형사'와 만나지 않는다는 가정 하에, 2030년 일본을 배경으로 '웃는 남자 사건'을 조사하는 공안 9과를 그린다.

### 웃는 남자 사건
2024년 발생한 웃는 남자 사건'은 '웃는 남자'로 불리는 엘리트 해커(Elite hacker)가 저지른 테러다. 기상 캐스터가 도시 광장에서 일기예보를 생방송으로 진행하고 있는 현장에 어느 청년이 유명 기업 '세라노 제노믹스'사(社)의 사장을 붙들고 총기로 위협하며 나타난다. 행인들이 놀라 도망치고 전국으로 영상이 중계되는 가운데 청년은 사장에게 "그렇다면 저 카메라 앞에서 진실을 밝히십시오"라고 외친다. 중계 영상에서 청년의 얼굴이 있어야 할 자리엔 그림이 덧씌워져 얼굴을 알아볼 수 없는데, 이는 청년이 실시간으로 방송국의 전산망을 해킹해 영상을 조작했기 때문이다. 덧씌워진 그림은 모자를 쓰고 웃는 소년의 얼굴 주위에 "내가 하고 싶은 것은 귀머거리에 벙어리 행세를 하며 지내는 것이라고 생각했다"("I thought what I'd do was, I'd pretend I was one of those deaf-mutes")는 영어 문장이 원형으로 쓰여 있는 것으로, 이 그림 때문에 청년은 '웃는 남자'로 불리게 됐다.
청년은 카메라 앞에서 사장을 협박하지만 사장이 그의 말에 따르지 않자 결국 현장에서 도주한다. 이후 경찰은 사건을 수사하면서 목격자들의 증언을 토대로 청년의 몽타주를 작성하려고 시도하지만, 놀랍게도 목격자들 역시 모두 전뇌 해킹을 당해 청년의 얼굴 위에 '웃는 남자' 그림이 덧씌워진 모습만을 봤다. 심지어 전뇌화 수술을 받지 않은 일부 목격자들조차 청년의 얼굴을 그려보라는 요구에 '웃는 남자' 그림을 그려 내곤 자신이 그린 그림에 스스로 놀라는 기괴한 증상을 보였다. 이 사건은 전뇌를 이용한 역사상 유례가 없는 것으로, 당대 유명한 미제 사건으로 남았다. 사회 전체에 '웃는 남자' 신드롬이 번지는 등 큰 파급 효과가 있었으며 끝내 39명에 달하는 모방 범죄자를 낳는 어마어마한 결과를 불러오기까지 했다.
'웃는 남자'는 빅토르 위고의 단편 소설 《웃는 남자》(The Laughing Man)에서 따온 것이며, 그림에 들어간 문구 "내가 하고 싶은 일은 귀머거리에 벙어리 행세를 하며 지내는 것이라고 생각했다"는 J. D. 샐린저의 소설 《호밀밭의 파수꾼》에서 인용한 것이다.

## 등장인물

### 공안 9과
쿠사나기 모토코(草薙素子)
성우: 타나카 아츠코(田中敦子) / 강희선
공안 9과의 실질적인 리더로 과원들로부터 '소사(小佐:소좌-우리의 소령에 해당하는 일본군의 계급명칭)'라고 불린다.
SAC의 스토리에서 다른 공안 9과 대원 중 일부(바토, 이시카와, 사이토)와의 연결이 나타나며 공각기동대 극장판 및 오리지널 코믹에선 토구사와, 오리지널 코믹에선 아라마키 과장과의 연결고리가 나타남. 이 시점에서 공안 9과는 멤버가 모두 모여 있으며, 파즈, 보우머와의 연결고리는 명확치 않음.

## 성우
괄호 안의 이름은 한국판이다.
- 쿠사나기 모토코(크리스) — 타나카 아츠코(강희선)
- 바트 — 오츠카 아키오(이정구)
- 토구사(더글라스) — 야마데라 고이치(홍성헌)
- 아라마키 다이스케(국장) — 사카 오사무(장광)
- 파즈 — 오노즈카 다카시(김승태)
- 보머 — 야마구치 다로(홍승표)
- 사이토 — 오오카와 토오루(전광주)
- 이시카와(카일) — 나가노 유타카(양석정)
- 타치코마(티케이) — 타마가와 사키코(한수림, 채의진)

## 음악
칸노 요코가 작곡한 배경 음악은 음반 다섯으로 나뉘어 발매되었다. 재즈, 록, 전자 음악 등 장르를 넘나드는 양질의 곡들로 호평을 받았다.
- 공각기동대 STAND ALONE COMPLEX O.S.T.
- Be Human
- 공각기동대 STAND ALONE COMPLEX O.S.T. 2
- 공각기동대 STAND ALONE COMPLEX O.S.T. 3
- 공각기동대 STAND ALONE COMPLEX O.S.T. 4

## 같이 보기
- 포스트사이버펑크
- 인공지능
- 테세우스의 배
- J. D. 샐린저
- 호밀밭의 파수꾼